# Barragem de Saucelhe
A albufeira, a central e a barragem de Saucelhe (barragem de Saucelle em espanhol e também conhecida como salto de Saucelle) são uma obra de engenharia hidroeléctrica construída no curso meio do rio Douro, em seu trecho fronteiriço entre Espanha e Portugal na zona conhecida como as Arribas do Douro, uma profunda depressão geográfica. A barragem está situada a 8 km do concelho de Saucelle, na província de Salamanca, Castela e Leão.
Faz parte do sistema Saltos do Duero junto com as infraestruturas instaladas em Aldeiadávila, Almendra, Castro, Ricobayo e Villalcampo.

## Galeria de imagens

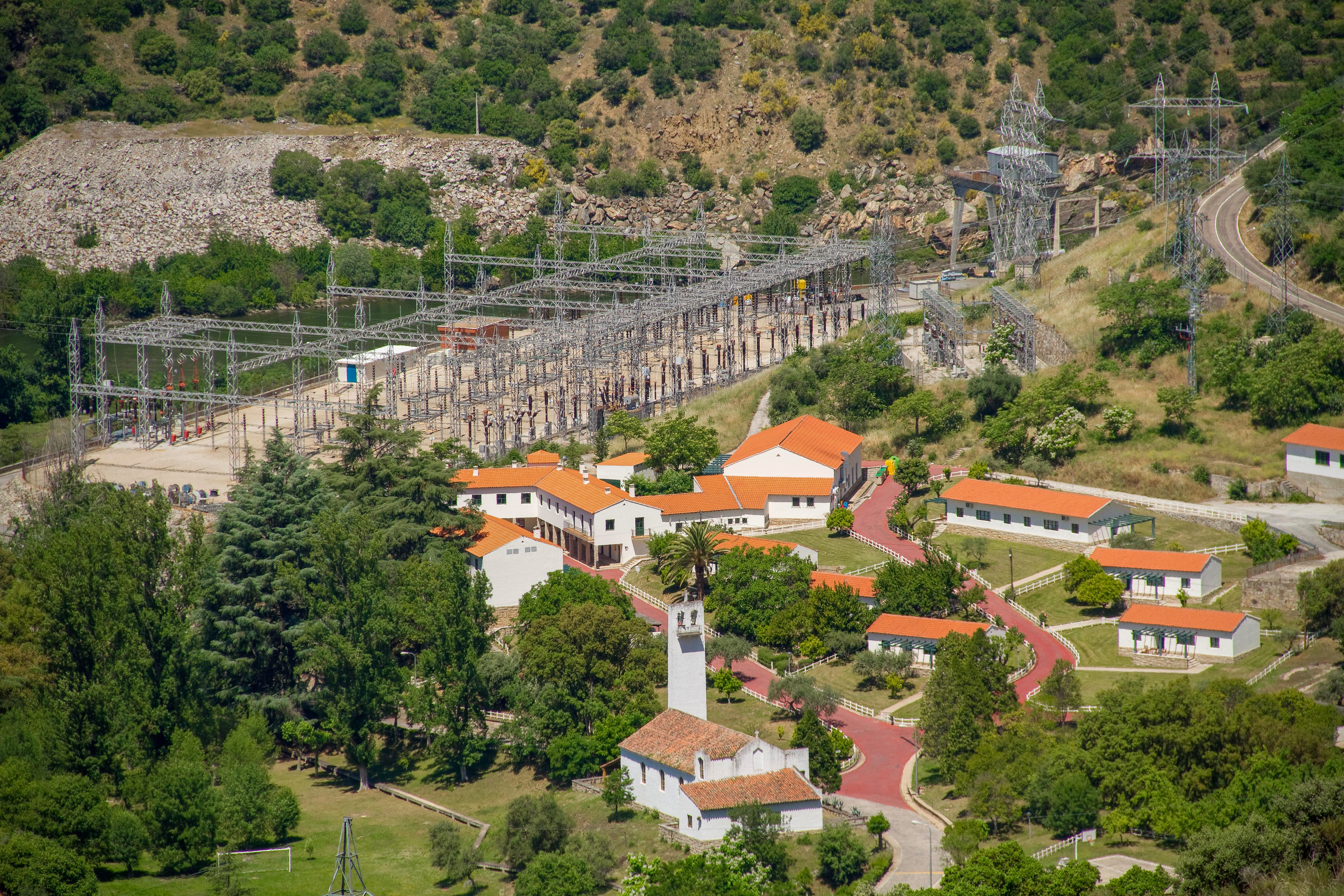
Subestação de Saucelle I
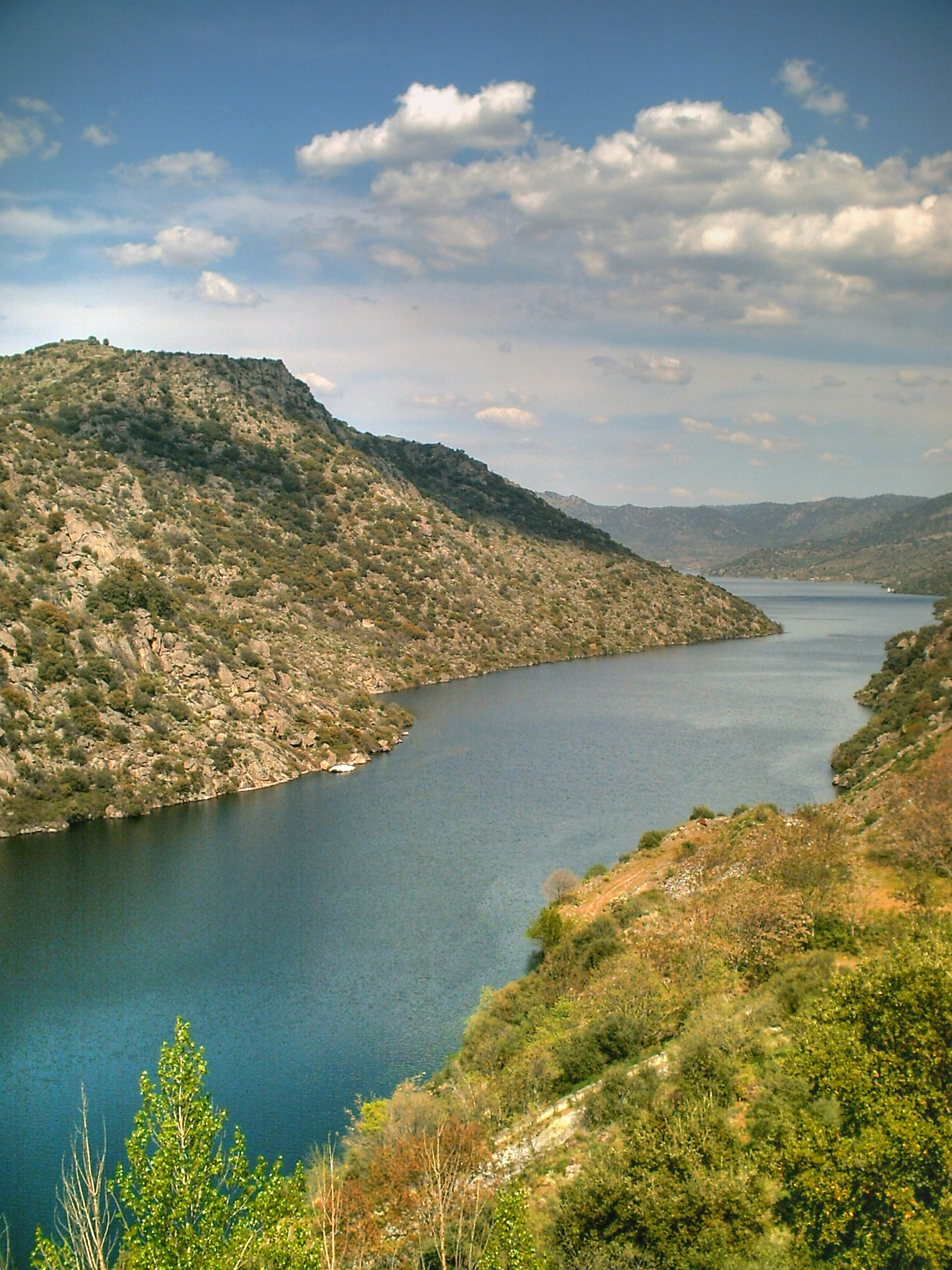
Reservatório de Saucelle
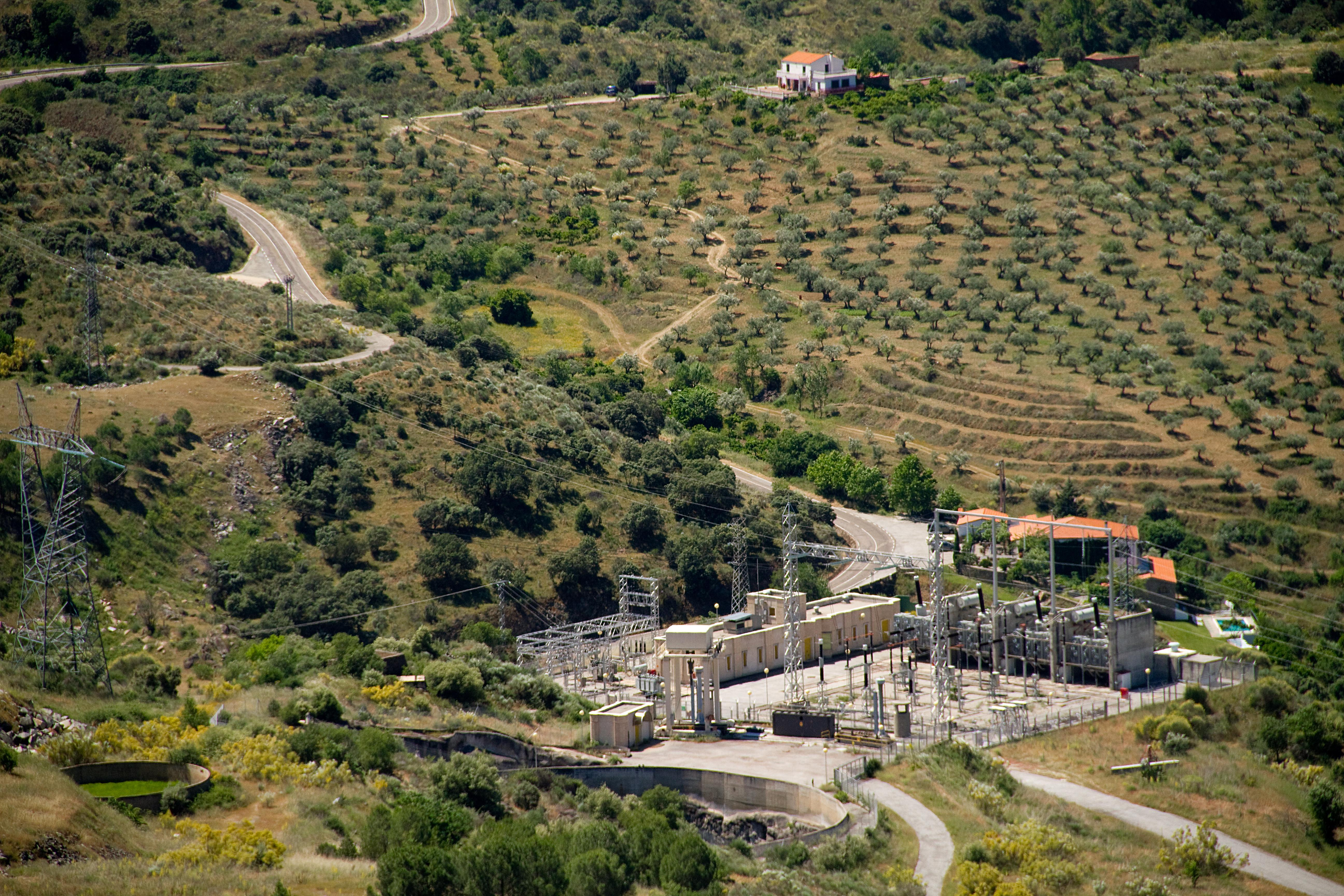
Subestação de Saucelle II